# Wappen Palästinas
Das Wappen des Staates Palästina zeigt die Panarabischen Farben der palästinensischen Flagge auf einem Schild, der vom Adler Saladins getragen wird.
Es ist zugleich auch das Wappen der Palästinensischen Autonomiegebiete, mit dem Unterschied, dass auf dem Spruchband des Wappens statt „Palästina“ „Palästinensische Autonomiegebiete“ steht und das Wappen hier silbern ist.